# Mexalictus micheneri
Mexalictus micheneri là một loài Hymenoptera trong họ Halictidae. Loài này được Eickwort mô tả khoa học năm 1978.